# Tim Conway

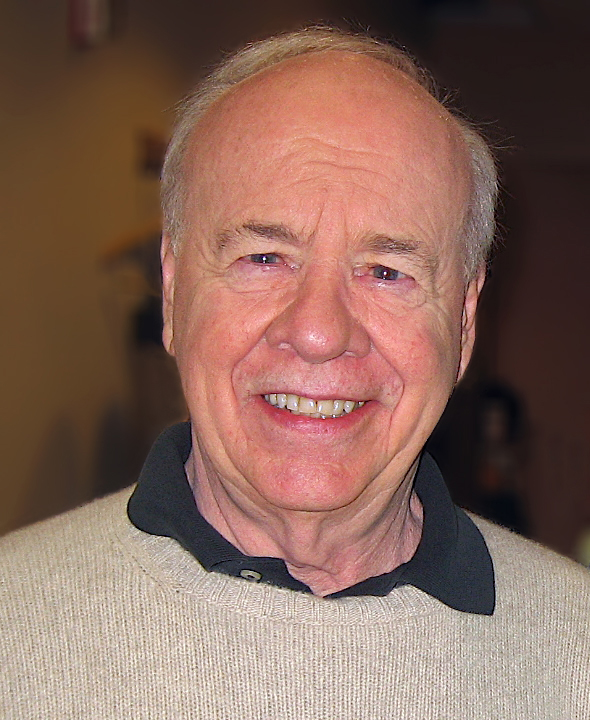
Tim Conway (2007)

Thomas Daniel „Tim“ Conway (* 15. Dezember 1933 in Willoughby, Ohio; † 14. Mai 2019 in Los Angeles, Kalifornien) war ein US-amerikanischer Komiker und Schauspieler.

## Leben
Conway wurde in den 1950er Jahren von Rose Marie entdeckt, die für ihn ein Vorsprechen für die Steve Allen Show arrangierte. Steve Allen war so begeistert von Conway, dass er ihm einen eigenen Spot gab. Endgültig einem breiten Publikum bekannt wurde er ab 1962 durch die im Zweiten Weltkrieg spielende Sitcom McHale’s Navy, in der er über vier Jahre die Rolle des unfähigen Matrosen Ensign Parker verkörperte. In den 1970er Jahren gehörte Conway dann an der Seite von Carol Burnett zur Stammbesetzung der Carol Burnett Show, in der er in Sketchen sein komödiantisches Talent darbot. Dort wurde er bekannt dafür, selbst die Crew während der Aufzeichnung zum Lachen zu bringen. Die Lacher auf dem aufgezeichneten Material wurden auch bei der Ausstrahlung gesendet.
Ab Mitte bis zum Ende der 1970er Jahre hatte Conway einigen Erfolg in Walt-Disney-Filmkomödien, darunter als Gangster Amos in den beiden Semmelknödel-Western an der Seite von Don Knotts. Die Walt Disney Company ehrte ihn dafür, indem sie Conway im Jahr 2004 zur Disney-Legende ernannte. Im deutschen Fernsehen wurde Conway bekannt durch seine Rolle in Dorf on Golf und als Ephraim Wanker, dem Vater von Peggy Bundy, in Eine schrecklich nette Familie. Zudem lieferte er die Stimme für den pensionierten Superhelden Blaubarschbube (englische Fassung: Barnacle Boy) in der Zeichentrickserie SpongeBob Schwammkopf. Conway sprach auch die Figur des Sniffer in den meisten Air-Buddies-Filmen und ersetzte damit Don Knotts aus dem ersten Film. Er wurde besonders für seine Fähigkeit bewundert, von Drehbüchern mit spontan improvisierten Charakterdetails und Dialogen abzuweichen, und er gewann während seiner Karriere sechs Primetime Emmy Awards, von denen vier für The Carol Burnett Show verliehen wurden, darunter einer für das Schreiben.
Conway starb am 14. Mai 2019 in Los Angeles im Alter von 85 Jahren an den Folgen einer Krebserkrankung.

## Sonstiges
Conways Serien-Formate hielten sich meistens nie lange im Fernsehen (in der Regel etwa 13 Wochen). Daher ließ er 13WKS („13 Weeks“) auf das Nummernschild seines Autos prägen, um dies zu persiflieren.

## Filmografie (Auswahl)
- 1960: Steve Allen Show (Fernsehserie, drei Episoden)
- 1962–1966: McHale’s Navy (Fernsehserie, 138 Episoden)
- 1967–1978: The Carol Burnett Show (Fernsehserie)
- 1973: Big Boy – Der aus dem Dschungel kam (The World’s Greatest Athlete)
- 1976: Die Semmelknödelbande (The Apple Dumpling Gang)
- 1976: Gus
- 1976: Zotti, das Urviech (The Shaggy D.A.)
- 1977: Der millionenschwere Landstreicher (The Billion Dollar Hobo)
- 1978: Zwei ganz verrückte Knastbrüder (They Went That-a-Way & That-a-Way)
- 1979: Die Rückkehr der Semmelknödelbande (The Apple Dumpling Gang Rides Again)
- 1984: Auf dem Highway ist wieder die Hölle los (Cannonball Run II)
- 1987: Dorf on Golf
- 1995–1996: Eine schrecklich nette Familie (Married … with Children, Fernsehserie, vier Episoden)
- 1997: Speed 2 (Speed 2: Cruise Control)
- 1997–1999: Diagnose: Mord (Diagnosis Murder, Fernsehserie, Episode 4x26 und 7x01)
- 1998: Eine himmlische Familie (7th Heaven, Fernsehserie, Episode 3x10)
- 1998: Air Bud 2 – Golden Receiver (Air Bud: Golden Receiver)
- 2009: Santa Buddies – Auf der Suche nach Santa Pfote (Santa Buddies)
- 2011: Spooky Buddies – Der Fluch des Hallowuff-Hunds (Spooky Buddies)
- 2012: Treasure Buddies – Schatzschnüffler in Ägypten (Treasure Buddies)
- 2013: Super Buddies
- 2014: Two and a Half Men (Fernsehserie, Episode 11x13)
- 2015: Surprised by Love (Fernsehfilm)